# Lassy (Calvados)
Pour les articles homonymes, voir Lassy.
Lassy est une ancienne commune française, située dans le département du Calvados en région Normandie, peuplée de 311 habitants, faisant partie de la commune nouvelle de Terres de Druance depuis le 1er janvier 2017.

## Géographie
Située au bord de la Druance, la commune est à l'est du Bocage virois, à proximité de la Suisse normande. L'atlas de paysages de la Basse-Normandie la place, pour sa plus grande partie, au nord-est de l'unité du Bassin de Vire caractérisée par un « moutonnement de basses collines schisteuses ». La vallée de la Druance dans la partie nord du territoire est classée dans l'unité du Synclinal bocain dont les paysages aux « larges panoramas » sont caractérisés par « de hautes terres partagées entre bois et bocage éclairci ». Le bourg est à 8 km au nord de Vassy, à 14 km au sud d'Aunay-sur-Odon, à 15 km au nord-ouest de Condé-sur-Noireau et à 19 km au nord-est de Vire.
Le territoire est bordé à l'ouest par la route départementale no 26 reliant Vassy au sud à Aunay-sur-Odon au nord. La D 55 qui la rejoint permet au sud-ouest de retrouver Vire. La D 105 qui les croise au même carrefour y relie le bourg et mène à Saint-Vigor-des-Mézerets à l'est. Cette dernière croise dans le bourg la D 106 qui le relie à Saint-Jean-le-Blanc au nord-est et La Rocque au sud. Des grands axes, l'accès se fait par Vire au sud-ouest, Condé-sur-Noireau au sud-est et Aunay-sur-Odon ou Villers-Bocage au nord.
Lassy est presque exclusivement dans le bassin de l'Orne, par son sous-affluent la Druance qui délimite le territoire au nord-est et dont quatre de ses modestes affluents parcourent le territoire communal. Seul le lieu-dit Courtoux, au sud-ouest, est sur un vallon alimentant la source du ruisseau des Prés Carreaux, premier affluent de rive gauche de l'Allière, dans le bassin de la Vire.
Le point culminant (268 m) se situe au nord-ouest, en limite de Montchauvet, près du lieu-dit le Cornu. Le point le plus bas (145 m) correspond à la sortie de la Druance du territoire, à l'est. La commune est bocagère.
Le climat est océanique, comme dans tout l'Ouest de la France. La station météorologique la plus proche est Caen-Carpiquet, à 35 km. Le Bocage virois s'en différencie toutefois pour la pluviométrie annuelle qui, à Lassy, avoisine les 950 mm.
Les lieux-dits sont, du nord-ouest à l'ouest, dans le sens horaire : le Héquet, le Cornu, la Plumaudière, le Godinet (au nord), les Logettes, la Moissonnière, l'Hôtel Chalot, le Bois des Monts, la Cosnerie, la Hectière, le Manoir, la Henrière, le Bourg, la Cour, la Malouinière, la Monnerie, la Gréardière, la Lucaserie, la Gravanerie, le Parc Jumel, les Couvergées, Glatigny (à l'est), Malhêtraye, les Marettes, les Fontenelles, la Graine Beaucaire, le Beauquet, Prévarin, le Parc Gaillard, la Villière (au sud), Courtoux, la Boucherie, les Corbins, Reineville, les Hoguettes, le Bois l'Archer, Aunay, Écorchebœuf (à l'ouest), le Bouillon, la Guérie et la Maison Blanche.
| Souleuvre en Bocage (comm. dél. de Montchauvet) | Saint-Jean-le-Blanc                   | Saint-Jean-le-Blanc      |
| Valdallière (comm. dél. d'Estry)                | Lassy                                 | Saint-Jean-le-Blanc      |
| Valdallière (comm. dél. du Theil-Bocage)        | Valdallière (comm. dél. de La Rocque) | Saint-Vigor-des-Mézerets |

## Toponymie
Le nom de la localité est attesté sous la forme Lacel en 1035 (lire lacei), Laceyum au XIe siècle.
Albert Dauzat et Charles Rostaing considèrent que le premier élément Lass- procède du nom de personne gaulois Lascius ou Lacceius, alors qu'Ernest Nègre évoque un nom de personne roman Lanius (cité sous Lattus par OTL), cependant que pour tous, la terminaison -y représente l'évolution commune du suffixe (i)-acum,, à partir des graphies -ei, -i relevées au Moyen Âge, -eyum représentant un exemple récurrent de mauvaise latinisation médiévale.

René Lepelley mentionne un nom de personne roman Lascius et est le seul à évoquer d'un suffixe « latin » -acus.
Remarque : Les spécialistes du celtique, ainsi que la majorité des toponymistes s'accordent pour voir dans le suffixe gallo-roman *-ACU (noté -acus, -acum, -aco sous ses formes latinisées), un suffixe d'origine gauloise noté sous la forme *-acon (du celtique *-āko-) encore productif en celtique insulaire sous une forme évoluée phonétiquement, exemple : gallois -og, breton -eg. Ainsi est-il quasiment absent de Provence, région fortement romanisée, et inexistant en Italie, hormis dans le nord de l'ancienne Gaule cisalpine.
Selon Albert Dauzat et Charles Rostaing, il y a homonymie avec les Lassay, Lassey, Laissac et Lessac.
Le gentilé est Lasséen.

## Histoire
Au XIe siècle, les terres appartiennent aux seigneurs de Lacy. Ilbert et Gautier de Lacy s'installent en Angleterre après la conquête. Leurs descendants constitueront une lignée de nobles anglo-normands, dont des comtes de Lincoln.

## Politique et administration
| Période                                  | Période       | Identité            | Étiquette | Qualité                                                                                  |
| ---------------------------------------- | ------------- | ------------------- | --------- | ---------------------------------------------------------------------------------------- |
| Les données manquantes sont à compléter. |               |                     |           |                                                                                          |
| 1919                                     | 1953          | Camille Cautru      | Droite    | Avocat, député (1919-1936), sénateur (1936-1945), sous-secrétaire d'État (décembre 1930) |
| 1953                                     | 1965          | Octave Lefrançois   |           |                                                                                          |
| 1965                                     | 1979          | Charles Malouin     | UDR       | Exploitant agricole, député de 1973 à 1978(suppléant d'Olivier Stirn)                    |
| 1979                                     | 1981          | Bernard Lemauvielle |           |                                                                                          |
| 1981                                     | mars 2001     | André Lebaudy       |           |                                                                                          |
| mars 2001                                | décembre 2016 | Jean Turmel         | SE        | Agriculteur                                                                              |

Le conseil municipal est composé de onze membres dont le maire et deux adjoints.

## Démographie
L'évolution du nombre d'habitants est connue à travers les recensements de la population effectués dans la commune depuis 1793. À partir du 1er janvier 2009, les populations légales des communes sont publiées annuellement dans le cadre d'un recensement qui repose désormais sur une collecte d'information annuelle, concernant successivement tous les territoires communaux au cours d'une période de cinq ans. 
Pour les communes de moins de 10 000 habitants, une enquête de recensement portant sur toute la population est réalisée tous les cinq ans, les populations légales des années intermédiaires étant quant à elles estimées par interpolation ou extrapolation. Pour la commune, le premier recensement exhaustif entrant dans le cadre du nouveau dispositif a été réalisé en 2005,.
En 2021, la commune comptait 311 habitants, en évolution de −13,61 % par rapport à 2015 (Calvados : +1,58 %, France hors Mayotte : +2,49 %).
Lassy a compté jusqu'à 1 264 habitants en 1831.
| 1793  | 1800 | 1806  | 1821  | 1831  | 1836  | 1841  | 1846  | 1851  |
| ----- | ---- | ----- | ----- | ----- | ----- | ----- | ----- | ----- |
| 1 118 | 926  | 1 248 | 1 251 | 1 264 | 1 126 | 1 062 | 1 059 | 1 026 |

| 1856  | 1861 | 1866 | 1872 | 1876 | 1881 | 1886 | 1891 | 1896 |
| ----- | ---- | ---- | ---- | ---- | ---- | ---- | ---- | ---- |
| 1 006 | 954  | 933  | 892  | 864  | 862  | 740  | 736  | 718  |

| 1901 | 1906 | 1911 | 1921 | 1926 | 1931 | 1936 | 1946 | 1954 |
| ---- | ---- | ---- | ---- | ---- | ---- | ---- | ---- | ---- |
| 700  | 630  | 716  | 585  | 558  | 585  | 562  | 516  | 507  |

| 1962 | 1968 | 1975 | 1982 | 1990 | 1999 | 2005 | 2010 | 2015 |
| ---- | ---- | ---- | ---- | ---- | ---- | ---- | ---- | ---- |
| 474  | 449  | 385  | 311  | 289  | 327  | 337  | 348  | 360  |

| 2018 | - | - | - | - | - | - | - | - |
| ---- | - | - | - | - | - | - | - | - |
| 322  | - | - | - | - | - | - | - | - |

## Lieux et monuments
- Église Saint-Rémy du XVIe siècle, remaniée, abritant un ensemble maître-autel, retable et tabernacle (Baptême de Clovis) classé à titre d'objet aux Monuments historiques[20].

## Personnalités liées à la commune
- La famille de Lacy, dont Hugues de Lacy (v. 1176-1242/43), 1er comte d'Ulster.
- Camille Cautru (1879 à Lassy - 1969), homme politique, maire de la commune.
- Charles Malouin (1912 à Lassy - 1979 à Lassy), homme politique, maire de la commune.
- Noblesse pontificale des Lacy reconnue en Espagne